# St. Barbara (Blickweiler)

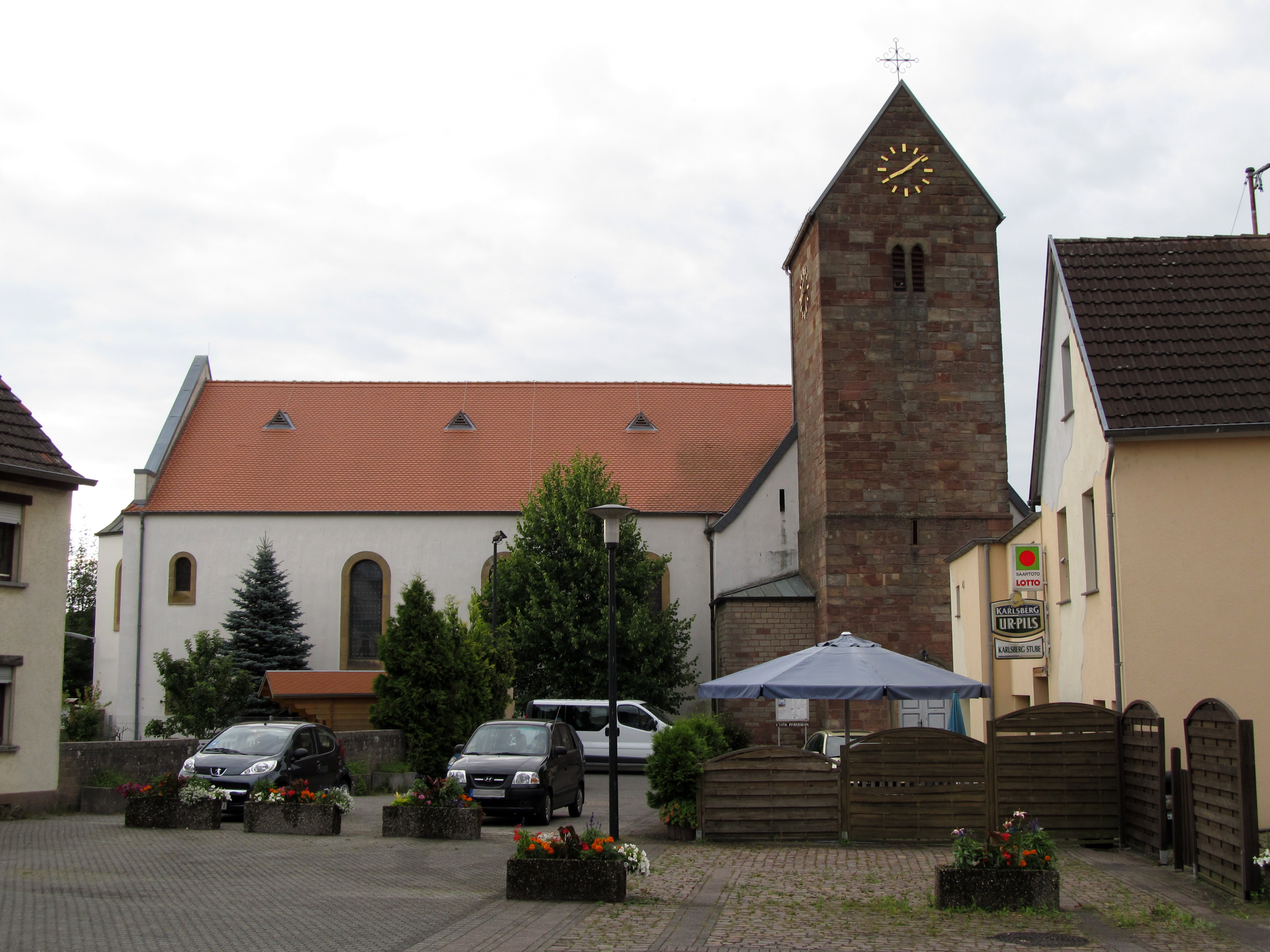
Die Pfarrkirche St. Barbara in Blickweiler

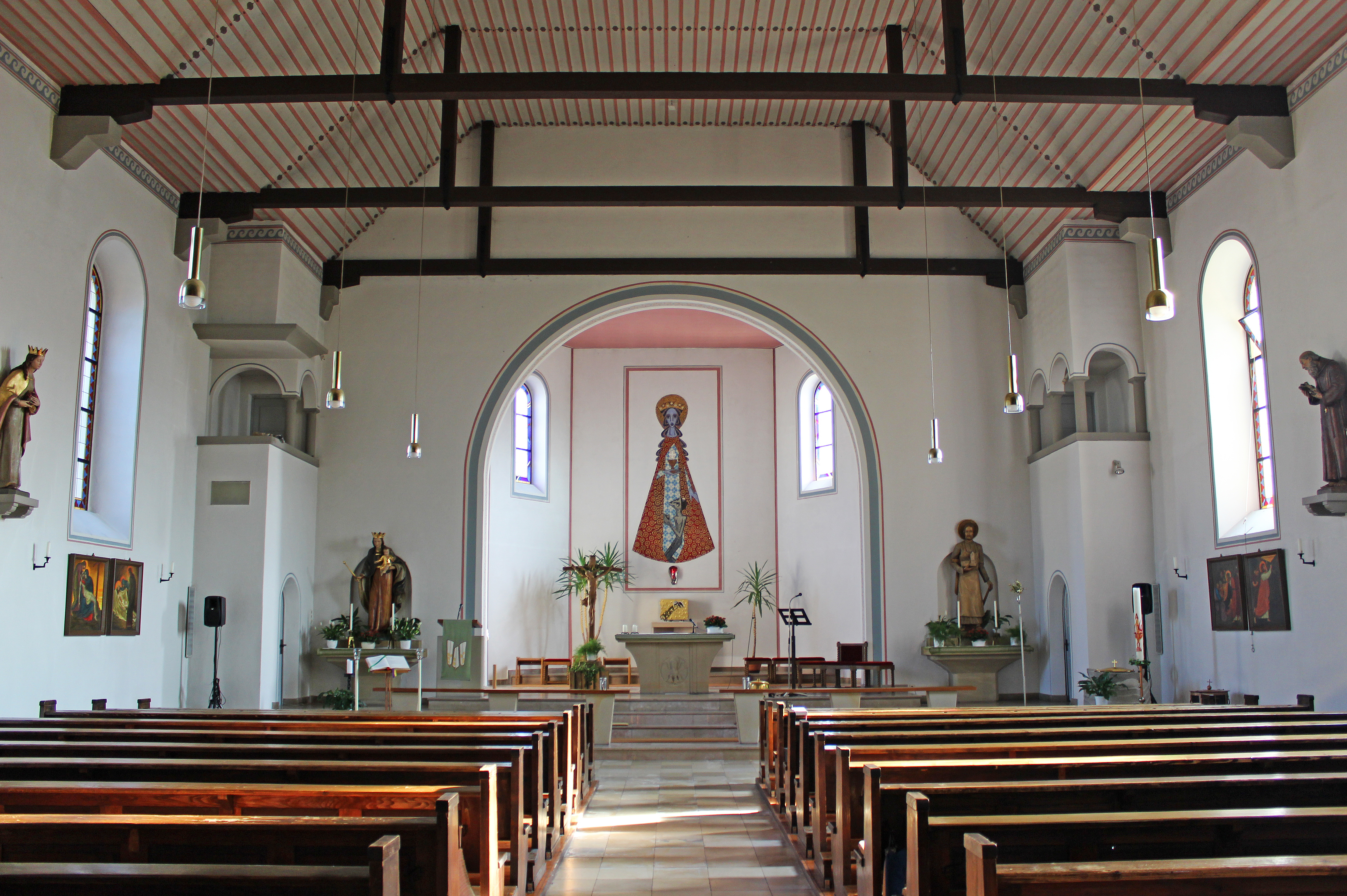
Blick ins Innere der Kirche

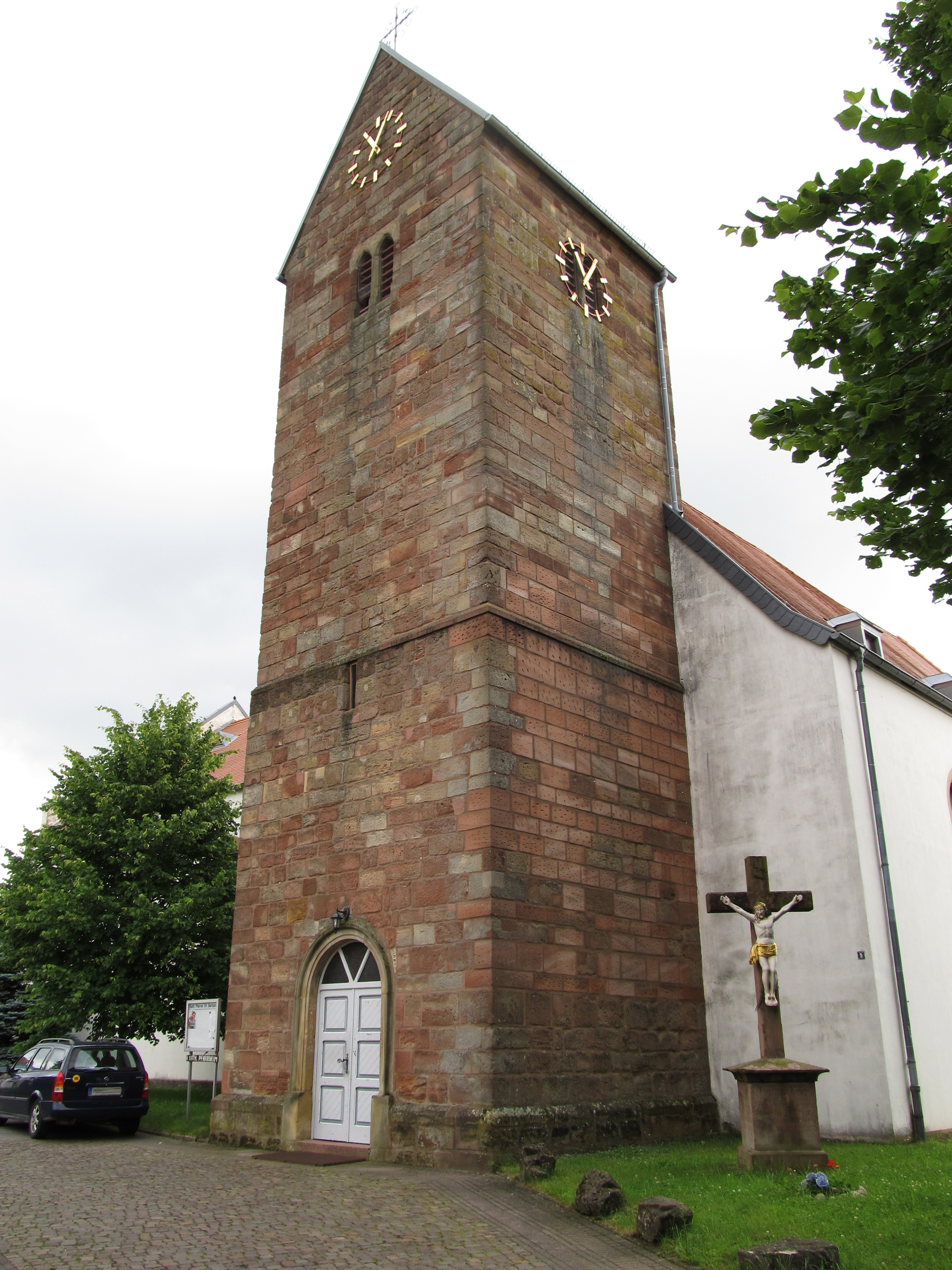
Blick auf den unter Denkmalschutz stehenden Turm

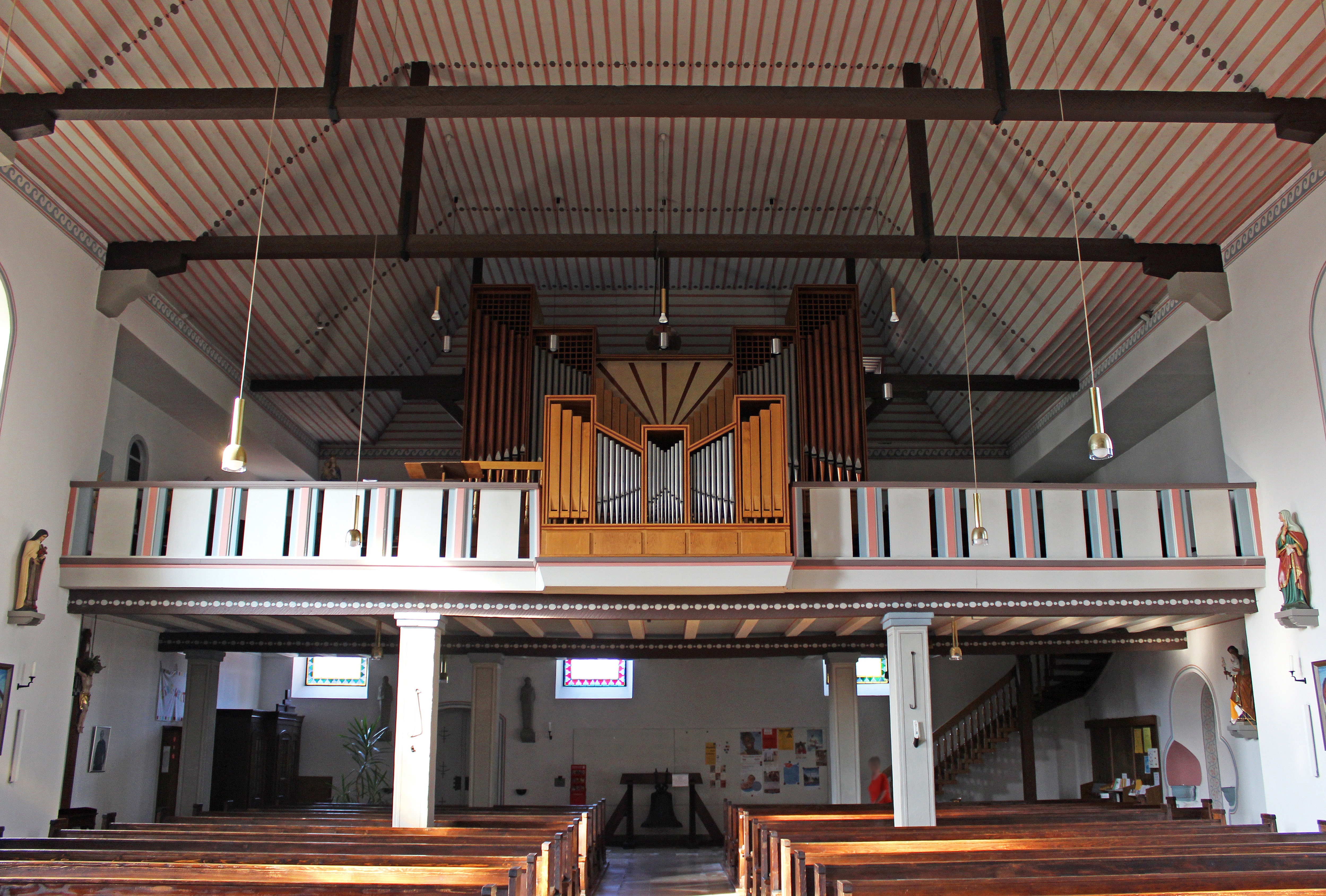
Blick vom Altarraum zur Orgelempore

Die Kirche St. Barbara ist eine der heiligen Barbara gewidmete katholische Pfarrkirche in Blickweiler, einem Stadtteil von Blieskastel im saarländischen Saarpfalz-Kreis.

## Geschichte
Um das Jahr 1000 dürfte in Blickweiler das erste, dem heiligen Romaricus gewidmete Kirchengebäude entstanden sein, da bereits um 1050 die Familie Dagstuhl, denen in Blickweiler Grund und Boden gehörte, diese erste Kirche erbte und 1163 einen Neubau veranlasste. Gräfin Elisabeth von Blieskastel verpflichtete 1242 das neugegründete Wilhelmitenkloster Gräfinthal, die Blickweiler Pfarrei und die dazugehörige Filiale Blieskastel zu versehen.
Während des Dreißigjährigen Krieges wurde das Kirchenschiff 1633 zerstört, lediglich der Turm blieb erhalten. 1690 wurde das Gotteshaus wieder aufgebaut. Im Jahr 1733 erfolgte die Errichtung und Konsekrierung des heutigen Kirchenschiffes, das 1774 eine Erweiterung erfuhr.
Die Pfarrei in Blickweiler wurde bis 1785 von den Herren des Chorherrenstiftes von St. Sebastian in Blieskastel versehen und gehörte bis 1803 zum Bistum Metz, kam dann zu Trier und 1817 schließlich zu Speyer. Seit 1822 tragen Kirche und Pfarrei das Patrozinium der heiligen Barbara. Dies geschah auf Bitten der Bergleute aus Blickweiler, deren Schutzpatronin die heilige Barbara ist.
1928 erfolgte nach Plänen des Architekten Carl Miltz (München) eine Erweiterung der Kirche, bei der an das Kirchenschiff des 18. Jahrhunderts nördlich ein neues Langhaus angebaut wurde. Im bisherigen Langhaus wurde eine Orgelempore errichtet. Im Zuge der Erweiterungsmaßnahme wurde die 1540 von Friedrich von Eltz an der Nordseite des Turms errichtete Beichtkammer abgerissen und als Kriegerkapelle wieder aufgebaut. Nach starker Beschädigung im Zweiten Weltkrieg wurde die Kirche Jahren 1948 und 1949 wiederhergestellt und restauriert. Weitere Restaurierungen erfolgten 1964, 1985–88 und zuletzt 2005.
Bei den Restaurierungsmaßnahmen 1964 schuf der Maler Ernst Alt aus Saarbrücken das Altarbild der heiligen Barbara an der Rückwand des Chorraumes.

## Turm und Glocken
Der Turm aus dem 12./13. Jahrhundert ist der älteste Teil des Kirchengebäudes und steht unter Denkmalschutz. Er gehört zur Gruppe der sogenannten „Hornbacher Türme“, die durch ein zweiseitiges Satteldach charakterisiert sind. Der Turm wird durch Abschrägungen in zwei Teile gegliedert. Im unteren Teil, in dem sich die Haupteingangsportal befindet, erheben sich über einem Sockel zwei Stockwerke, im oberen Teil befinden sich aneinandergrenzende Schallöffnungen mit Spitzbogen, getrennt durch einen einfachen profilierten Stab.
Im Turm befindet sich ein Geläut, bestehend aus drei Glocken, die 1964 von der Glockengießerei Paccard in Annecy gegossen wurden.
| Nr. | Name                        | Ton | Gewicht (kg) |
| --- | --------------------------- | --- | ------------ |
| 1   | St. Josef                   | g1  | 770          |
| 2   | St. Maria Rosenkranzkönigin | b1  | 385          |
| 3   | St. Barbara                 | c2  | 280          |

## Orgel
Die Orgel der Kirche wurde 1964 von der Orgelbauwerkstatt Hugo Mayer Orgelbau (Heusweiler) erbaut und verfügt über 21 Register, verteilt auf zwei Manuale und Pedal. Das Instrument ist auf einer Empore aufgestellt.
| I Hauptwerk C–g3 |            |       |
| 1.               | Principal  | 8′    |
| 2.               | Gemshorn   | 8′    |
| 3.               | Octave     | 4′    |
| 4.               | Rohrpommer | 4′    |
| 5.               | Nazard     | 2 ⁄3′ |
| 6.               | Schwegel   | 2′    |
| 7.               | Mixtur VI  | 1 ⁄3′ |
| 8.               | Trompete   | 8′    |

| II Rückpositiv C–g3 |           |       |
| 9.                  | Gedackt   | 8′    |
| 10.                 | Prestant  | 4′    |
| 11.                 | Nachthorn | 4′    |
| 12.                 | Salicet   | 2′    |
| 13.                 | Quinte    | 1 ⁄3′ |
| 14.                 | Cymbel IV | 1′    |
| 15.                 | Krummhorn | 8′    |
|                     | Tremolo   |       |

| Pedal C–f1 |               |       |
| 16.        | Subbass       | 16′   |
| 17.        | Octavbass     | 8′    |
| 18.        | Holzgedackt   | 8′    |
| 19.        | Principal     | 4′    |
| 20.        | Hintersatz IV | 2 ⁄3′ |
| 21.        | Fagott        | 16′   |

- Koppeln: II/I, I/P, II/P
- Spielhilfen: zwei freie Kombinationen, Tutti, Crescendo, Crescendo ab
- Schleiflade
- Spieltisch: freistehend
- Traktur:
  - elektrische Tontraktur
  - elektrische Registertraktur